# Kleinaitingen
Kleinaitingen è un comune tedesco di 1 230 abitanti, situato nel land della Baviera.